# Valle de Mansilla
Valle de Mansilla es una localidad española perteneciente al municipio de Villasabariego, en la provincia de León, comunidad autónoma de Castilla y León. Se encuentra a 28 km de la capital provincial, la ciudad de León, y junto al río Esla que en la antigüedad fue llamado río Astura por los astures, los habitantes primitivos de los castros.

## Geografía

### Ubicación
| Noroeste: Palazuelo de Eslonza | Norte: Santa Olaja de Eslonza | Noreste: San Miguel de Escalada |
| Oeste: Villasabariego          |                               | Este: Vega de los Árboles       |
| Suroeste Villacontilde         | Sur: Villomar                 | Sureste: Villomar               |

## Historia
Su nombre deriva de antiguas construcciones de castros de astures y romanos que fueron construidas en un altiplano conocido por los habitantes por el nombre de "la senada". Aquellos castros eran llamados con el nombre de Castro Valle del que deriva el nombre del pueblo.[cita requerida] Más adelante tomó el apelativo de Mansilla tomado de la villa medieval de Mansilla de las Mulas.

## Demografía
Evolución de la población
| Gráfica de evolución demográfica de Valle de Mansilla entre 2000 y 2014 |
|                                                                         |
| Población de derecho (2000-2014) según el padrón municipal del INE      |

## Economía
Los habitantes de Valle de Mansilla siguen la tradición agrícola y ganadera. Se siembra cereales en tierras de secano (trigo, cebada, avena,...) y en mayor cantidad maíz para la alimentación ganadera, esto, en las fértiles parcelas de regadío de la vega del río Esla; una vez que fueron terminados los trabajos, de la concentración parcelaria. Labor que desarrollan los pocos y jóvenes agricultores que quedan en este pueblo.

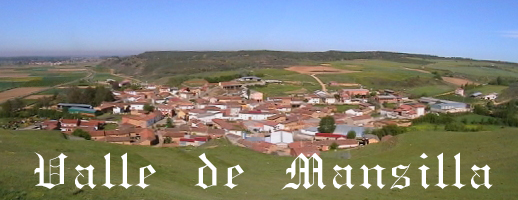
Vista general

## Patrimonio histórico-artístico

### La iglesia

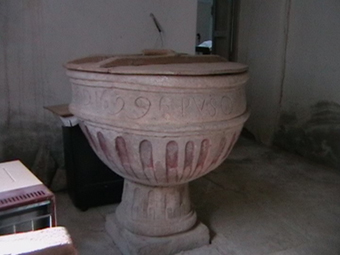
Pila bautismal de la iglesia

La iglesia es el edificio más relevante del pueblo. Posee un retablo en madera policromada, la hornacina central es la de mayor tamaño que contiene en su interior la imagen de San Román, patrón del pueblo. El retablo es de 1752 realizado por Froilán de Valladolid; todas las hornacinas de este retablo son rematadas por arcos de medio punto; destaca en el interior la pila bautismal datada en 1699 como se puede leer en una inscripción de la misma. Tiene una única capilla el templo de la que es titular la Virgen de Rosario; el techo de esta capilla tiene algunas pinturas, alegóricas todas ellas, a personajes bíblicos femeninos; Abigail, Jabel, Judit y Rachel.
El edificio cuenta con una torre cuadrada; la cabecera del templo es también cuadrada con cúpula circular en el interior; parece presentar distintas épocas de construcción atribuyendo los orígenes al siglo X. El edificio según costumbre de la época está orientado hacia Jerusalén.

### Cuevas de los moros

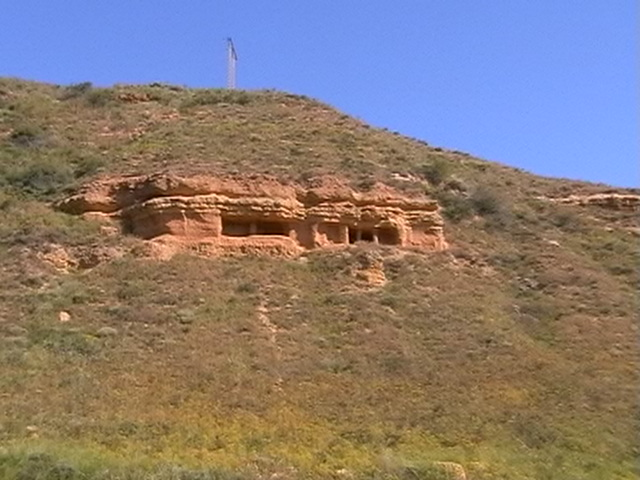
Las cuevas de los moros

Cuevas prehistóricas pertenecientes según estudios de Julian Sáez al periodo calcolítico; fueron horadadas en la arcillosa roca de la cuesta; habitáculos de eremitas en la Alta Edad Media, quizás ocupadas por algunos de los monjes benedictinos expulsados del cenobio de San Miguel de Escalada, cuando tomaron posesión del monasterio los Canónigos Regulares. Serían también utilizadas como fuerte defensivo en las luchas que sostuvieron los mozárabes aprovechando el fuerte impulso que tomó la Reconquista, para expulsar a los moros de tierras leonesas; de esta forma tomaría tradición y el nombre de Cuevas de los Moros.

## Fiestas populares

### Corpus Christi
En este día se alfombraban las calles del pueblo por donde pasaba la procesión con carrizas, ornamentando las paredes de las viviendas con verdes ramas de chopo, tradición que se está perdiendo por completo; por la tarde en la bolera local se celebra una competición de juego de bolos con virle; eran famosos los corros de aluche leonesa en las eras. En la actualidad solo permanece la competición de bolos, y concursos infantiles, con carreras de sacos y de bicicletas seleccionados por categorías.

### San Román
También se festeja a San Román Abad que es el patrón del pueblo, el día 18 de noviembre. Por este motivo la parroquia es llamada San Román. Había una ancestral costumbre en la noche de la víspera de esta fiesta de quemar los mozos las paleras en la plaza del caño, tradición ya desaparecida.